# 妮莉·費塔朵
妮莉·金·費塔朵（Nelly Kim Furtado，1978年12月2日—）是一位加拿大女歌手、詞曲作家、演員。 
妮莉·費塔朵以她2000年發行的《哇!妮莉》（Whoa, Nelly!）一舉成名，其中收錄了她獲葛萊美獎最佳流行女歌手獎的單曲《I'm like a Bird》。2003年發行了《故事書》（Folklore）這張市場反應不佳的專輯之後，她以2006年發行的《解放》（Loose）和專輯中的熱門單曲，包括《愛趴》（Promiscuous）、《少男殺手》（Maneater）、《好好說》（Say It Right）與《好景不常》（All Good Things (Come to an End)），而再度受到矚目。時至今日，她已在全球銷售了1500萬張專輯（截至2007年4月）。2012年9月推出專輯，The Spirit Indestructible。妮莉在2017年3月推出新專輯，THE RIDE。
妮莉·費塔朵以大膽嘗試不同的樂器、音效、曲風、語言还有唱腔聞名，因為她受到了多樣的音樂口味與對不同文化的興趣影響。

## 個人生平

### 早年生活
妮莉·費塔朵出生於英屬哥倫比亞維多利亞的一个葡萄牙移民家庭，雙親各為Maria Manuela與António José Furtado。 她的名字是來自於蘇聯的體操選手涅利·金（Nellie Kim）。 妮莉在四歲時在教堂的葡萄牙日上首次與媽媽共同獻唱。 9歲起逐漸開始接觸伸縮喇叭、四弦琴，幾年後也開始學習吉他與鋼琴。12歲起，她開始寫歌， 且開始在葡萄牙遊行樂隊中演奏。
 She has stated that coming from a working class background has shaped her identity in a positive way.
與妮莉首次合作的音樂家是Rapper與DJ。 高中二年級時在多倫多遇到了嘻哈團體Crazy Cheese的團員Tallis Newkirk，她在他們的專輯「Join the Ranks」中擔任"Waitin' 4 the Streets"的主唱。 1996年從高中畢業後，她搬到了多倫多，並與Newkirk組成了一個Trip-hop團體Nelstar。最終，她認為Trip hop的曲風有過多種族隔離的意味，她也認為這樣的曲風不能代表她的個性，更無法突顯她的歌唱實力。 因此，她離開了這個團體回到了家鄉。
然而，她在搬回家鄉之前，曾在1997年上過女性才藝節目Honey Jam表演。 而這場表演受到 The Philosopher Kings團員Gerald Eaton的注意。他連絡上妮莉並邀請她一起寫歌。之後，他與同樣是團員的Brain West為妮莉錄製了一卷Demo帶。這之後她雖然離開了多倫多，但隨後又回到多倫多與Eaton跟West錄製更多歌曲。這些作品位她爭取到了DreamWorks Records 的一紙合約，在1999年妮莉發行了第一張單曲「Party's Just Begun (Again)」，這張單曲收錄在「強迫入境(Brokedown Palace)」的電影原聲帶裡。

### 2000年-2002年：「Whoa, Nelly! 哇!妮莉」與事業早期成就
妮莉持續與Eaton跟West合作，而在2000年的10月發行了第一張專輯「Whoa, Nelly!（哇!妮莉）」。發行了這張專輯後，她舉行了Burn in the Spotlight巡迴演唱會，同時也在摩比（Moby）的Area:One巡迴演唱會中演出。 
這張專輯在國際市場得到熱烈的迴響，這都要歸功於"I'm like a Bird"、"Turn off the Light"、與"...On the Radio (Remember the Days)"這三張全球發行的單曲。這張專輯同時獲得了葛萊美獎四項提名，而"I'm like a Bird"更獲得了葛萊美最佳女歌手獎。妮莉的作品同時也因其創新地融合了各類曲風與音效，頗受各方讚賞。Slant雜誌稱這張專輯「是令人雀躍且清爽的解毒劑，解除了流行樂公主與饒舌金屬樂團在千禧年之際的荼毒。」

### 2003-2005：「Folklore 故事書」
妮莉的第二張專輯「Folklore（故事書）」在2003年的11月發行。這張專輯的標題受到他們家族移民到加拿大的影響。Folclore [fOlk'lOrI]在葡萄牙文的意思與英文一樣，但包含了傳承傳統文化的意義。專輯中的最後一首歌 "Childhood Dreams"是獻給她的女兒的。這張專輯中收錄了單曲"Força 加油"（2004年歐洲杯足球賽主題曲）。她在里斯本的冠軍賽中表演的這首歌，而這場冠軍戰的一方正是地主葡萄牙隊。 其他發行的單曲包括"Powerless (Say What You Want) 無力感(隨便你說)"與情歌"Try 再試一次"。
這張專輯並沒有像第一張專輯那樣成功，部分是因為這張專輯比較沒那麼流行， 另外也因為DreamWorks被環球音樂集團買下，導致這張專輯未有相當程度的宣傳。2005年，DreamWorks裡包括妮莉的許多旗下歌手轉入了Geffen Records。

### 2006-2009：「Loose 解放」、西班牙語專輯Mi Plan
妮莉在2006年的6月發行第三張專輯「Loose（解放）」。她在為這張專輯做出了許多自然而創新的決定後，便將之命名為Loose。 這張專輯在全球發行了四首先行單曲：西班牙語雷鬼歌曲"No Hay Igual 無與倫比" (與Calle 13合唱)、嘻哈單曲"Promiscuous 愛趴"(與Timbaland提姆巴蘭合唱)、拉丁情歌"Te Busqué 追尋"(與Juanes璜斯合唱)、以及流行單曲"Maneater 少男殺手"。其中"Promiscuous 愛趴"入圍了2006年葛萊美獎最佳合唱歌曲獎。這張專輯由Timbaland提姆巴蘭擔任首席製作人，而妮莉也在這張專輯加入許多節奏藍調(R&B)、嘻哈(Hip-hop)，與80年代音樂的元素。 她將這張專輯的曲風歸類為"龐克嘻哈"-"摩登、流行、有魂魄"，並說這張專輯有著"神秘、三更半夜的氛圍...總之就是貼近人心" 這張專輯充滿年輕活力，而她將之歸功於他兩歲的女兒。
這張專輯成為妮莉至今在事業上最成功的專輯。專輯在包括美國、加拿大等數個國家獲得排行榜冠軍，且單曲"Promiscuous 愛趴"、"Maneater 少男殺手"、"Te Busqué 追尋"、"Say It Right 好好說"、以及"All Good Things (Come to an End) 好景不常"也強勢攻佔各國單曲榜的冠軍。 這張專輯受到各方的讚賞，包括「Timbaland的復興影響了妮莉」、「這是張老練、聰明、且令人驚艷的專輯」的評論。 更甚，有些人認為這張專輯能成功，在於她明顯地為了嘻哈與R&B捨棄了原本的民謠與搖滾根基， 而有人也評論她必須將自己與自己的音樂包裝的性感點才能賣更多唱片。
妮莉在2006年12月宣佈她將會錄製一張全西班牙語專輯。不過，在之後與加拿大媒體的訪問中，她提到即使她很想製作出一張全西班牙語的完整作品，這張專輯的計畫卻已經被擱置下來，而現階段的計劃是在美國與拉丁美洲重新發行Loose 解放的改版作品，當中會收錄"All Good Things (Come to an End) 好景不常"、"Try"、以及"In God's Hands 上帝之手"的西語版本，這些歌曲都是與Julio Reyes共同譜寫與錄音的。在延期西語專輯計畫的同時，有傳聞指出妮莉將與賈斯汀合作新歌"Crowd Control"，且將會是她在2007年晚期發行的全新英文錄音室專輯的首發單曲。
2007年時，妮莉與賈斯汀(Justin Timberlake)皆與提姆巴蘭合作他個人專輯「Shock Value 超級驚選」中的新單曲"Give It To Me"， 而這張單曲也成為妮莉繼"Promiscuous 愛趴"、"Say It Right 好好說"之後的第三張Billboard單曲榜冠軍單曲。在2006年11月底，妮莉透露她婉拒了花花公子雜誌請她以五十萬美元代價拍攝全裸照片的邀請。 在2006年的12月31日，妮莉與一些印度歌手在由Nokia贊助，在印度孟買的Andheri體育中心舉辦的演唱會上獻唱。2007年2月16日，她開始進行"Get Loose"巡迴演唱會，而在3月時她巡迴到她加拿大維多利亞的家鄉，在Save-On Foods Memorial Centre舉行演唱會。因為當地官員對妮莉的回鄉感到十分榮幸，而宣佈2007年的春天第一天3月21日為「妮莉·費塔朵日」。2007年4月1日，妮莉在2007年朱諾獎頒獎典禮中擔任表演嘉賓與主持人，當晚她也橫掃了她入圍的獎項，總計五項，其中包括「年度最佳專輯」與「年度最佳單曲」。

2009年9月11日妮莉的首張西班牙專輯Mi Plan與第一首單曲“ Manos Al Aire ”（“Hands in the Air”）一起發行。她與加拿大獨立唱片公司 Last Gang Labels 合作組建了自己的唱片公司 Nelstar。
妮莉以《Mi Plan》榮獲拉丁葛萊美最佳流行女歌手專輯獎。她是第一位獲得拉丁葛萊美獎的葡萄牙裔加拿大人。
於 2010 年 11 月 16 日發行了她的首張精選專輯《The Best of Nelly Furtado》。

### 2012–2017: The Spirit Indestructible 、The Ride
妮莉在2012年9月推出專輯，The Spirit Indestructible。
2017年3月發行專輯《The Ride 》。

### 2023回歸
經過幾年的沉寂，妮莉在 2023 年 5 月接受《Fault》雜誌採訪時確認了新專輯，稱她“在過去18 個月內錄製了一百首歌曲”，並且“很高興能為人們帶來新音樂」。
隨著專輯於 2024 年 7 月發布，妮莉表示她“在 4 年內創作了 400-500 首音樂”，並解釋說她的注意力缺陷多動症並不“總是讓她有條不紊地組織創作，所以很難解釋我們如何選出 14 首歌曲，並神奇地躋身榜首」。 妮莉將這些歌曲比作“可能相似但完全不相似的隨機貝殼”，並表示她的目的是“提供一些出入口、釋放和逃脫”。她的唱片公司稱這張專輯為「四年的藝術發現」。
關於專輯名稱，妮莉表示這是唯一對她有意義的標題，也是她的第七張錄音室專輯，距離上一張專輯已經過去七年了，因為「它更像是一個系列。時尚系列並不真正有標題，它們只是被稱為收藏號 10 或 21。

## 個人生活
2003年9月20日，妮莉·費塔朵在多倫多產下一女Nevis，她的父親是個DJ，Jasper Gahunia。妮莉與Gahunia曾為多年好友，交往了四年，到2005年分手。妮莉曾在Blender雜誌的專訪提到：「我與Gahunia仍然是好友，而且我們會共同承擔養育Nevis的責任。」
2008 年 7 月 19 日，妮莉與古巴音響工程師 Demacio "Demo" Castellón 結婚，兩人曾一起製作Loose專輯。

## 性向
2006年6月，妮莉接受了Genre雜誌的訪問。當問及她「可曾受女人吸引」時，她回答道：「當然。女人美麗又性感。」她同時說道她了解每個人天生都是雙性戀的主張，而他也支持超脫樂團主唱Kurt Cobain「大家都是同志」的主張。 有人依此訪問認為妮莉是雙性戀者， 但在2006年8月時，她堅稱她「是異性戀，不過很開明。」她對這些話感到有些不好意思，並說：「我想我當時只是在跟那位記者開玩笑，我正在看一本有關中藥的書，我想我當初有點離題。」

## 影響
妮莉在少年時期便接受各種曲風的音樂，包括節奏藍調、嘻哈音樂、另類搖滾、New Wave、Alternative hip hop、Trip hop、世界音樂（包括葡萄牙的Fado、巴西的Bossa Nova、與印度音樂）等等各種音樂。曾給他帶來影響的藝人有Jeff Buckley、珍娜·傑克森、綠洲、Caetano Veloso、Esthero、Amalia Rodrigues、Nusrat Fateh Ali Khan、Cornershop、TLC、瑪莉·布萊姬、瑪麗亞·凱莉、Digable Planets、De La Soul、電台司令、瑪丹娜、碧昂絲、The Smashing Pumpkins、The Verve、U2、恩雅、與Beck。
她的音樂也同時受到她的居住地多倫多的影響，她將多倫多形容為"全世界文化最多元的城市"與一個"可以是任何一種文化面貌"的城市。

### 多倫多與多樣的音樂品味
妮莉稱讚多倫多的文化多樣性，並提到她毋須等到網路革命就能認識世界音樂；她從五歲開始便接觸世界音樂並持續地接觸新的音樂類型。

## 演藝事業
妮莉在中學時便開始在學校的舞台劇中演出。她曾在CSI犯罪現場: 紐約的"Some Buried Bones"一集中飾演Ava Brandt的角色，Ava Brandt在劇中是個神偷與家庭暴力的受害者。她也曾客串日間連續劇One Life to Live，她在劇中於俱樂部裡，與Saukrates一同表演數首她的歌曲。妮莉也參與了葡萄牙語連續劇Floribella（重拍自阿根廷的Floricienta一劇）的演出。

## 音樂作品

### 專輯
- 2000: Whoa, Nelly!
- 2003: Folklore
- 2006: Loose
- 2009: Mi Plan 美麗計劃
- 2012:  The Spirit Indestructible（英语：The Spirit Indestructible） 精神不滅
- 2017: THE RIDE
- 2024: 7

### 單曲
| 年份 | 單曲                                                                      | Peak positions | Peak positions | Peak positions | Peak positions | Peak positions | Peak positions | Peak positions | Peak positions | Peak positions |
| 年份 | 單曲                                                                      | 全球           | 美國           | 英國           | NETH           | CAN            | 德國           | AUS            | NZ             | NO             |
| ---- | ------------------------------------------------------------------------- | -------------- | -------------- | -------------- | -------------- | -------------- | -------------- | -------------- | -------------- | -------------- |
| 2000 | "I'm Like a Bird"                                                         | 7              | 9              | 5              | 4              | 1              | 41             | 2              | 2              | 17             |
| 2001 | "Turn off the Light"                                                      | 3              | 5              | 4              | 7              | 7              | 31             | 7              | 1              | 5              |
| 2006 | "Promiscuous" (featuring Timbaland)                                       | 4              | 1              | 3              | 9              | 1              | 6              | 2              | 1              | 3              |
| 2006 | "Maneater"                                                                | 4              | 16             | 1              | 10             | 2              | 4              | 3              | 2              | 3              |
| 2006 | "Say It Right"                                                            | 2              | 1              | 10             | 1              | 1              | 2              | 2              | 1              | 2              |
| 2006 | All Good Things                                                           | 5              | 94             | 4              | 1              | 4              | 1              | 15             | 12             | 1              |
| 2007 | "Give It To Me" (Timbaland featuring Nelly Furtado and Justin Timberlake) | 3              | 1              | 1              | 7              | 6              | 3              | 16             | 2              | 4              |
|      | Total number-one singles                                                  | —              | 3              | 2              | 2              | 3              | 1              | —              | 3              | 1              |
|      | Total top five singles                                                    | 6              | 4              | 6              | 3              | 5              | 4              | 4              | 6              | 6              |

## 獎項及提名
For a full list of awards and accolades, see List of Nelly Furtado awards and accolades.

## 外部連結
- NellyFurtado.com Official site
- NellyFurtadoMusic.co.uk  Official UK site（页面存档备份，存于）
- 妮莉費塔朵 (台灣環球音樂)
- Hitoradio 妮莉費塔朵 / Nelly Furtado
- myspace.com/nellyfurtado  Official MySpace（页面存档备份，存于）
- StageStars.net - Nelly Furtado
- Official fan forum
- Nelly Furtado Fan Site
- Nelly Furtado's ARTISTdirect Page（页面存档备份，存于）